# Liste der denkmalgeschützten Objekte in Wals-Siezenheim
Die Liste der denkmalgeschützten Objekte in Wals-Siezenheim enthält die 12 denkmalgeschützten, unbeweglichen Objekte der Salzburger Gemeinde Wals-Siezenheim.

## Denkmäler
| Foto |                 | Denkmal                                                                       | Standort                                   | Beschreibung | Metadaten |
| ---- | --------------- | ----------------------------------------------------------------------------- | ------------------------------------------ | --- | --- |
| ja   | Datei hochladen | Kath. Filialkirche hl. Jakobus d. Ä. in Gois HERIS-ID: 16885 Objekt-ID: 13153 | Kirchenplatz Standort KG: Gois             | Die Kirche wird im 13. Jahrhundert zum ersten Mal erwähnt. Sie besteht aus einem romanischen Langhaus mit einem spätgotischen Chor und einem um 1500 errichteten Turm. Die Außenfassade ist barockisiert. Im Inneren sind spätmittelalterliche Malereien freigelegt worden. Bei der Umgliederung der Salzburger Pfarreien von 1860 kam sie zum Pfarrsprengel von Wals. | BDA-Hist.: Q1413356 Status: § 2a Stand der BDA-Liste: 2025-06-30 Name: Kath. Filialkirche hl. Jakobus d. Ä. in Gois GstNr.: 1942 Filialkirche zum heiligen Jakobus dem Älteren (Gois) |
| ja   | Datei hochladen | Kath. Pfarrkirche Mariä Geburt HERIS-ID: 16890 Objekt-ID: 13158               | Kirchenstraße Standort KG: Siezenheim I    | Die auf Vorgängerbauten zurückgehende spätgotische Kirche wurde nach einem Kirchenbrand 1500 zwischen 1502 und 1506 erbaut und am 15. April 1506 von Weihbischof Nikolaus von Hippo eingeweiht. Der heutige Kirchturm stammt aus dem Jahr 1735. | BDA-Hist.: Q2082968 Status: § 2a Stand der BDA-Liste: 2025-06-30 Name: Kath. Pfarrkirche Mariä Geburt GstNr.: 161/1 Pfarrkirche Siezenheim |
| ja   | Datei hochladen | Kirchhof HERIS-ID: 16891 Objekt-ID: 13159                                     | Kirchenstraße Standort KG: Siezenheim I    | Der um die Pfarrkirche Siezenheim angelegte Friedhof weist Grabstätten bedeutsamer Siezenheimer Familien auf und imponiert durch seine ästhetische Geschlossenheit. | BDA-Hist.: Q63986361 Status: § 2a Stand der BDA-Liste: 2025-06-30 Name: Kirchhof GstNr.: 161/1 Friedhof Siezenheim |
| ja   | Datei hochladen | Anlage Schloss Kleßheim samt Parkanlage HERIS-ID: 110776 Objekt-ID: 128497    | Kleßheim 1 Standort KG: Siezenheim I       | Im Auftrag von Erzbischof Johann Ernst Graf Thun wurde um 1700 nach Plänen von Fischer von Erlach mit dem Bau des Lustschlosses Favorita begonnen. Erst Erzbischof Leopold Anton von Firmian ließ das Schloss Kleßheim mit vielen Abstrichen gegenüber dem ursprünglichen Plan vollenden. Heute ist das Land Salzburg Eigentümer des Schlosses und nutzte es lange Zeit als Wohnung für Staatsbesucher. Seit 1993 ist im Schloss Kleßheim das Spielcasino von Salzburg untergebracht. | BDA-Hist.: Q872639 Status: Bescheid Stand der BDA-Liste: 2025-06-30 Name: Anlage Schloss Kleßheim samt Parkanlage GstNr.: 1010, 1011, 1013, 1014, 1015/1, 1015/2, 1016, 1017, 1020/2, 1039/3, 1041, 1042, 1043, 1044, 1045, 1046, 1047/1, 1047/2, 1048, 1049, 1050/1, 1050/2, 1050/3, 1051, 1052, 1053, 1054, 1055, 1056, 1060, 1061/1, 1061/2, 1061/3, 1063, 1066, 1067, 1080, 1087, 1090, 1169, 1171, 1092, 1096, 1093/2, 1199/6, 1200/5, 1203/1, 1206/5, 1206/6, 1215/2, 1215/4, 1215/5 Schloss Klessheim |
| ja   | Datei hochladen | Ehem. Mesnerhaus, Pfarrhof HERIS-ID: 16892 Objekt-ID: 13160                   | Schulwegstraße 1 Standort KG: Siezenheim I | Das dreigeschoßige spätbarocke Gebäude mit Walmdach wurde im Jahr 1681 erworben und zum Pfarrhof umgewandelt. | BDA-Hist.: Q37832978 Status: § 2a Stand der BDA-Liste: 2025-06-30 Name: Ehem. Mesnerhaus, Pfarrhof GstNr.: 195 Pfarrhof Siezenheim |
| ja   | Datei hochladen | Schwärzerkreuz HERIS-ID: 16944 Objekt-ID: 13212                               | Standort KG: Siezenheim I                  | Das Schwärzerkreuz trägt keine Spuren einer früheren Gravur. Über seinen Ursprung ist nichts bekannt, man kann aber annehmen, dass es sich um ein sogenanntes Pestkreuz handelt. Durch einen „Schülerscherz“ (Sprengladung) ist das Kreuz beschädigt worden. Das jetzige Kreuz wurde vollständig renoviert, von seiner alten Patina ist kaum etwas übrig geblieben. | BDA-Hist.: Q37833319 Status: § 2a Stand der BDA-Liste: 2025-06-30 Name: Schwärzerkreuz GstNr.: 1034/1 |
| ja   | Datei hochladen | Wohnhaus, Schmiede, Alte Bachschmiede HERIS-ID: 16939 Objekt-ID: 13207        | Jakob-Lechnerweg 4 Standort KG: Wals I     | Die Geschichte der Bachschmiede lässt sich bis auf das Jahr 1567 zurückverfolgen. 2008 wurde der revitalisierte Bau zu einem Museum und Kulturzentrum umgebaut, wobei das Kulturzentrum an die alte Schmiede angebaut wurde. | BDA-Hist.: Q978799 Status: Bescheid Stand der BDA-Liste: 2025-06-30 Name: Wohnhaus, Schmiede, Alte Bachschmiede GstNr.: 22/2 Bachschmiede, Wals |
| ja   | Datei hochladen | Römische Villa Loig HERIS-ID: 16878 Objekt-ID: 13146                          | Auf den Loigerfeldern Standort KG: Wals I  | Auf den Loiger Feldern wurden 1815 die Reste eine villa rustica von palastartigen Ausmaßen gefunden. Berühmt wurde dieser Fund durch das sog. Theseus-Mosaik, in dem der Kampf Theseus mit dem Minotaurus dargestellt wird. Umrandet wird dieses in der Mitte des Mosaiks sich befindliche Bild durch die Darstellung des minoischen Labyrinths. An der oberen Seite findet man das Schiff mit Theseus und seinen Gefährten und ebenfalls eine Abbildung der Ariadne. 1821 wurde das Mosaik in das Kunsthistorische Museum nach Wien verbracht und dabei beschädigt. Eine Abbildung kann man im Museum der Bachschmiede sehen. | BDA-Hist.: Q2202537 Status: Bescheid Stand der BDA-Liste: 2025-06-30 Name: Römische Villa Loig GstNr.: 2740/1, 1892/1, 1938/1, 1944/1 |
| ja   | Datei hochladen | Ortskapelle Hl. Dreifaltigkeit HERIS-ID: 16932 Objekt-ID: 13200               | Kapellenweg 2 Standort KG: Wals I          | Die Kapelle geht auf einen Bildstock zurück, den der Kaufmann Georg Gschwendtner 1625 aus Dank für die Errettung vor der Pest hat errichten lassen. Die jetzige Kapelle wurde nach der Zerstörung des Bildstockes durch einen Sturm von den Nachfahren des erwähnten Stifters 1699 errichtet. Der jetzige Bau stammt von der 1714 durchgeführten Renovierung bzw. von der Wiederinstandsetzung der Kapelle nach einem Brand im Jahre 1874. | BDA-Hist.: Q1726434 Status: § 2a Stand der BDA-Liste: 2025-06-30 Name: Ortskapelle Hl. Dreifaltigkeit GstNr.: 2813 Dreifaltigkeitskapelle (Viehhausen) |
| ja   | Datei hochladen | Bildstock HERIS-ID: 16945 Objekt-ID: 13213                                    | Standort KG: Wals I                        | Auf das Jahr 1709 geht eine Wallfahrt nach Maria Plain zurück, wobei auf dem Wallfahrtsweg eine Reihe von Bildstöcken errichtet wurde. Der sog. Tabernakelbildstock ist 2,90 m hoch und besitzt einen ellipsenförmigen Querschnitt. Das Bild stellt den hl. Martin dar, der seinen Mantel mit einem Bettler teilt. Das Denkmal liegt seit 1985 in einer Autobahnzufahrt und kam so in den Besitz der Bundesstraßenverwaltung A. | BDA-Hist.: Q37833328 Status: § 2a Stand der BDA-Liste: 2025-06-30 Name: Bildstock GstNr.: 1704/15 Bildstock (Himmelreich, Wals-Siezenheim) |
| ja   | Datei hochladen | Kath. Pfarrkirche hl. Georg HERIS-ID: 16933 Objekt-ID: 13201                  | Standort KG: Wals I                        | Die Kirche geht auf einen romanisch-gotischen Vorgängerbau zurück, der 1860 zu einer eigenen Pfarrkirche ausgebaut und am 3. Mai 1863 durch Kardinal Maximilian Joseph von Tarnóczy eingeweiht wurde. Die Kirche wurde 1937, 1969 und 1998 innen renoviert. 1973 erfolgte eine Sakristeierweiterung und 1981 die letzte Außenrenovierung. | BDA-Hist.: Q2083348 Status: § 2a Stand der BDA-Liste: 2025-06-30 Name: Kath. Pfarrkirche hl. Georg GstNr.: 2812 Pfarrkirche Wals |
| ja   | Datei hochladen | Lichtsäule auf dem Kirchhof HERIS-ID: 16934 Objekt-ID: 13202                  | Standort KG: Wals I                        | Diese im Friedhof der Pfarrkirche von Wals stehende spätgotische Totenleuchte mit einem gedrechselten Schaft wurde um 1500 errichtet. Sie geht auf eine Stiftung an das „St. Jörgengotteshaus“ in Wals mit der Widmung zurück, in der Nacht und an hohen Feiertagen ein Licht anzuzünden. | BDA-Hist.: Q37833265 Status: § 2a Stand der BDA-Liste: 2025-06-30 Name: Lichtsäule auf dem Kirchhof GstNr.: 24 |